# 埼玉文芸賞
埼玉文芸賞（さいたまぶんげいしょう）は、埼玉県の文芸活動の振興を図るため、1969年に創設された文学賞である。埼玉県・埼玉県教育委員会が主催し、さいたま文学館主管で実施されている。小説・戯曲、評論・エッセイ・伝記、児童文学、詩、短歌、俳句、川柳の7つの部門がある。
埼玉県内の文芸活動の振興を目的につくられた賞であるため、全国から作品を公募する埼玉文学賞（埼玉新聞社主催）とは異なり、応募の有資格者は埼玉県内在住・在学・在勤の者に限られている。

## 概要
埼玉県の文芸活動の振興を図るため、1969年に創設された。以来毎年実施され、2021年には52回目を迎えた。
前年の12月から11月までに創作された作品を募集する。また、同期間内に新聞や雑誌で発表した作品、単行本として刊行した作品も受け付ける。
部門は、「小説・戯曲（シナリオを含む）」（1編）、「評論・エッセイ・伝記」（1編）、「児童文学」（小説・童話1編または詩10編）、「詩」（10編）、「短歌」（50首）、「俳句」（50句）、「川柳」（50句）の7つ。入賞者には、賞状・記念品および副賞として20万円が贈られる。作品は、『文芸埼玉』（さいたま文学館発行）に掲載される。

高校生など18歳以下の応募者への奨励賞が設けられている。

応募の有資格者は、埼玉県内在住・在学・在勤で、15歳以上の者に限られている。

## 選考委員
- 第41回
  - 小説・戯曲（シナリオを含む）部門 - 大河内昭爾、高橋玄洋、松本鶴雄
  - 評論・エッセイ・伝記部門 - 曾根博義、中島和夫、野村路子
  - 児童文学 - 天沼春樹、金治直美、かねこたかし
  - 詩部門 - 飯島正治、石原武、北岡淳子
  - 短歌部門 - 沖ななも、杜澤光一郎、水野昌雄
  - 俳句部門 - 猪俣千代子、落合水尾、森田公司
  - 川柳部門 - 内田雪彦、小松召子、四分一周平

- 第52回
  - 小説・戯曲（シナリオを含む）部門 - 相澤与剛、北原立木、高橋千劔破
  - 評論・エッセイ・伝記部門 - 佐藤健一、杉浦晋、野村路子
  - 児童文学 - 天沼春樹、金治直美、櫻沢恵美子
  - 詩部門 - 北岡淳子、鈴木東海子、野村喜和夫
  - 短歌部門 - 大河原惇行、沖ななも、外塚喬
  - 俳句部門 - 岩淵喜代子、落合水尾、尾堤輝義
  - 川柳部門 - 酒井青二、相良敬泉、四分一周平

## 主な受賞者
- 大久保操（1935年 - 2002年、女性） 1971年、「昨夜は鮮か」で第33回文學界新人賞受賞、芥川賞候補。同作で埼玉文芸賞正賞受賞。（その後、1973年に別作品で埼玉文学賞受賞）[1]
- 中原道夫　2006年、『わが動物記、そして人』で詩部門正賞受賞
- 生沼義朗　2020年、『空間』で短歌部門準賞受賞

## 文芸埼玉
『文芸埼玉』は、さいたま文学館発行の文芸誌。年2回（6月、12月）刊。1968年、多くの文学者の協力のもとに埼玉県教育委員会が創刊した。
奇数号（6月刊）に埼玉文芸賞の受賞作・選評を掲載している。